# Mando Costero de la RAF
El Comando de Costas de la RAF (en inglés: RAF Coastal Command) fue una división militar dentro de la Real Fuerza Aérea (RAF). Fundada en 1936, fue el único brazo marítimo de la RAF, ya que el Fleet Air Arm había sido transferida a la Marina Real en 1937. La aviación naval había sido descuidada en el período de entreguerras, debido a que la RAF tenía pleno control sobre las aeronaves que volaban en los portaaviones de la Marina Real. Como consecuencia, el comando costero no recibió los recursos necesarios para desarrollarse correctamente o de manera eficiente. Este hecho continuó hasta el estallido de la Segunda Guerra Mundial, durante la cual se dio a conocer. Sin embargo, debido a la obsesión del Ministerio del Aire por el Mando de Caza y el Mando de Bombarderos, se refirió a menudo al mando costero como el «Servicio de Cenicienta», una frase usada por primera vez por el primer lord del Almirantazgo, A. V. Alexander.